# Cygnus NG-19
Cygnus NG-19 (lat. „labuť“) je probíhající let americké nákladní kosmické lodi řady Cygnus. Společnost Northrop Grumman ji vyrobila a připravila k vypuštění podle smlouvy s agenturou NASA v rámci programu Commercial Resupply Services, jehož účelem je zásobování Mezinárodní vesmírné stanice (ISS). Start se uskutečnil 2. srpna 2023, šlo o poslední použití nosné rakety Antares v modifikaci 230+ s ruskými motory RD-181. K ISS se loď připojila o dva dny později a odpojila po dvacetitýdenním letu 22. prosince 2023. Před zánikem v atmosféře 9. ledna 2024 ještě zkoumala hořlavost materiálů v prostředí mikrogravitace.  

## Loď Cygnus
Pro lety s nákladem k ISS jsou od roku 2015 využívány lodi Cygnus s označením Enhanced (vylepšené), které na oběžnou dráhu Země vynášejí rakety Antares 230, od roku 2019 pak Antares 230+.

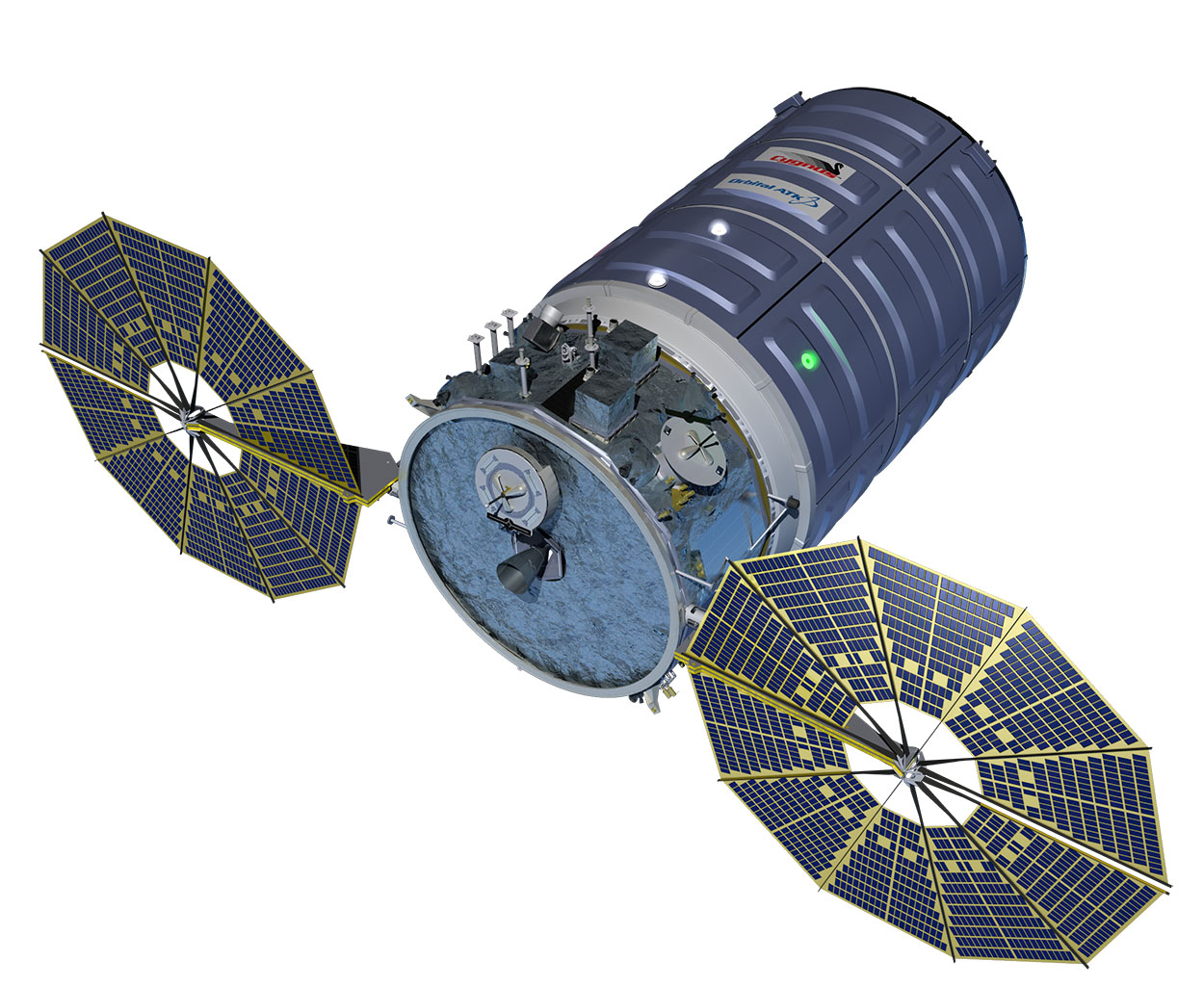
Vizualizace lodi Cygnus

Délka lodí dosahuje 6,39 metru a vnější průměr 3,07 metru. Hermetizovaný modul o objemu 27 m3 pojme až 3 729 kg (8 200 liber) nákladu.
Na spodku lodi (ve směru letu při startu) jsou umístěny dva kruhové solární panely vyrobené technologií Ultraflex, které se po startu rozevřou jako vějíř.
Na horní části je umístěn kotvicí mechanismus CBM (Common Berthing Mechanism) pro hermetické připojení ke stanici a umožnění přístupu její posádky do vnitřku lodi. Lodi Cygnus se k ISS nepřipojují automaticky jako lodi Progress, Dragon 2 a dříve také ATV, ale pomocí robotické ruky Canadarm2, podobně jako dřívější lodi HTV nebo první verze lodí Dragon. Cygnus se ke stanici přiblíží na zhruba 10 metrů, posádka ho zevnitř stanice pomocí robotické ruky zachytí, během přiblížení lodi ke spojovacímu portu a připojení lodi ale robotickou ruku na dálku řídí operátoři z řídicího střediska.
Od mise NG-17 disponují lodi Cygnus rozšířenými funkcemi pro úpravu dráhy stanice.

## Náklad
Kosmická loď Cygnus NG-19 vynese k ISS až 3 785 kg nákladu, z toho 79 kg mimo hermetizovanou část lodi. Náklad budou tvořit:
- zásoby pro posádku (1 590 kg),
- provozní vybavení stanice (948 kg),
- materiály a zařízení pro medicínské, fyzikální a další vědecké experimenty (1 128 kg),
- vybavení pro výstup do volného prostoru (52 kg),
- počítačové vybavení (31 kg).

Součástí dovezeného materiálu je mimo jiné nový rotoped určený pro udržování fyzické výkonnosti členů osádky a součástí zařízení pro podporu života na stanici (např. tepelný výměník pro udržování teploty a vlhkosti na palubě, zásobníky plynů pro udržování vnitřní atmosféry nebo demonstrační dávkovač pitné vody pro spotřebu posádky, rehydrataci potravin a podporu experimentů s potřebou pitné vody). Vědecké činnosti na palubě poslouží také Advanced Plant Habitat – plně automatizované zařízení, které slouží k biologickému výzkumu rostlin a poskytuje pro tento účel velkou uzavřenou komoru s kontrolovaným prostředím.
Vědecký výzkum dopravovaný NG-19 na stanici, se týká obvyklých témat – biologie a biotechnologií, věd o Zemi a vesmíru, fyzikálních věd a vývoje a demonstrací různých technologií využitelných při budoucích kosmických letech. Cygnus tentokrát na ISS přivezl:
- nervové buňky, které budou kultivovány do 3D buněčných modelů za účelem testování genové terapie vhodné pro budoucí léčbu lidí s ochrnutím a neurologickými chorobami;

- přístroj m-NLP určený k měření hustoty plazmatu v horních vrstvách atmosféry vyslaný Evropskou kosmickou agenturou (ESA), který bude zkoumat struktury plazmatu s bezprecedentním rozlišením až do rozměru několika metrů a studovat jejich vznik, vývoj a zánik; výzkum je reakcí na skutečnost, že malé struktury plazmatu v ionosféře pravidelně ovlivňují přesnost satelitních navigačních systémů, jako je GPS, a výsledky z m-NLP by vědcům mohly pomoci pochopit hlavní příčiny těchto nepřesností a v budoucnu vytvořit modely, které by předpovídaly problémy s kvalitou signálů;

- vybavení pro závěrečnou, šestou etapu experimentu Saffire zaměřeného na výzkum chování ohně v prostředí mikrogravitace, což je zásadní pro vývoj metod prevence a potlačování požárů; protože je složité a riskantní provádět experimenty spojené s plameny na palubě obsazené kosmické lodi, uskutečňují se experimenty Saffire v zásobovací loď Cygnus po opuštění vesmírné stanice a před jejich zánikem v atmosféře, konkrétně experiment Saffire-VI se zaměřuje na hořlavost při různých hladinách kyslíku a demonstruje detekci a monitorování požáru i možnosti likvidace jeho následků.

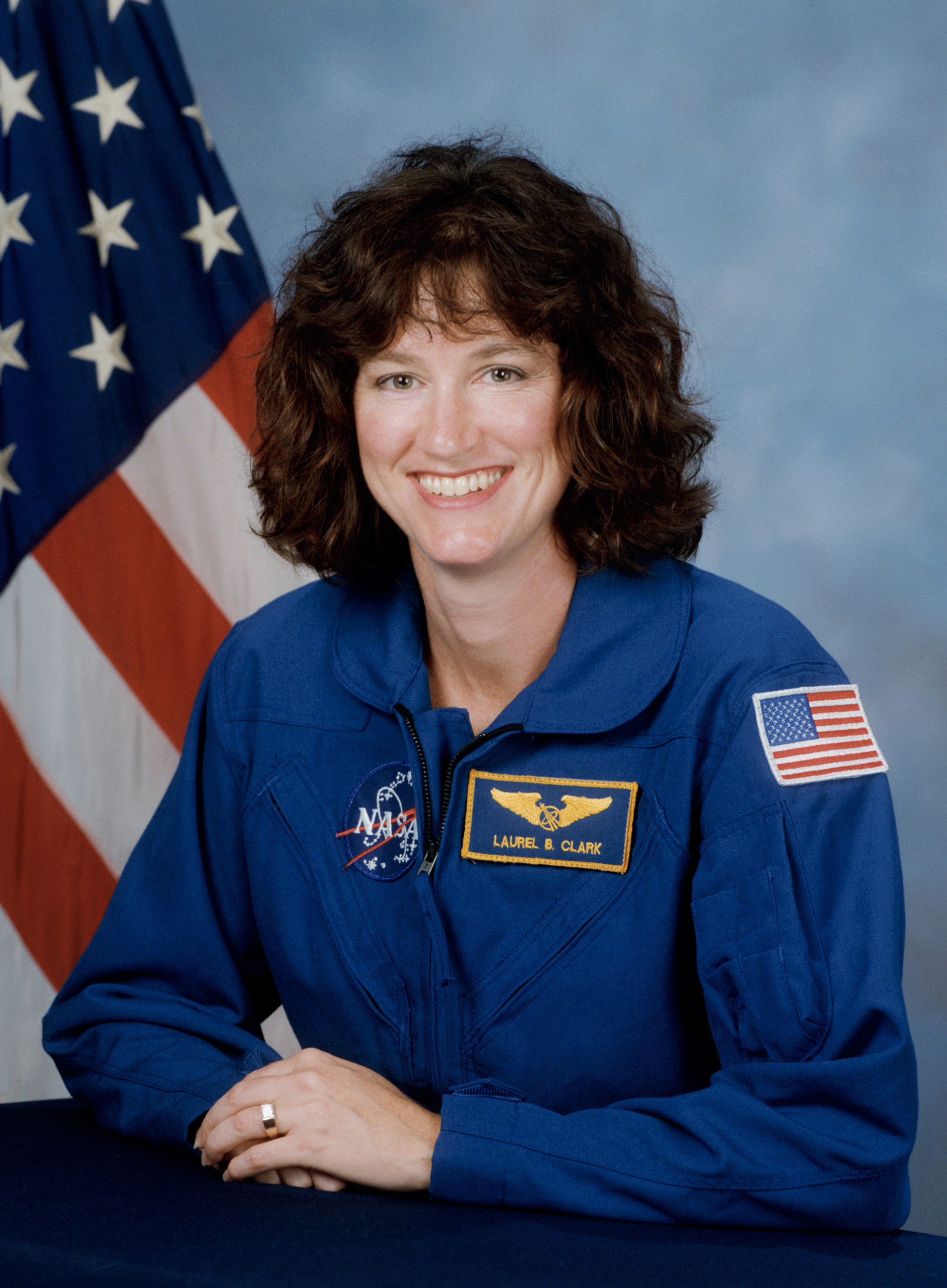

## Čestné pojmenování – Laurel Clarková
Devatenáctá loď Cygnus byla pojmenována po astronautce Laurel Clarkové, jejímž prvním i posledním letem byla dvanáctidenní mise STS-107, která skončila 1. února 2003 tragédií při přistání raketoplánu Columbia. Clarková, kterou její lékařské vzdělání, medicínská praxe v americkém námořnictvu a touha se neustále dále rozvíjet dovedly až do 16. skupiny amerických astronautů a nakonec i na oběžnou dráhu Země, podle společnosti Northrop Grumman za svého života byla a dosud je inspirací pro další generace badatelů.

## Průběh mise
Cygnus NG-19 odstartovala po několika posunech v harmonogramu 2. srpna 2023 v 00:31:17 UTC z kosmodromu MARS (Středoatlantský regionální kosmodrom) na vrcholu rakety Antares 230+. Šlo o poslední start této verze rakety Antares, která v prvním stupni používá dvojici ruských motorů RD-181. Ty však v důsledku mezinárodních sankcí reagujících na ruskou invazi na Ukrajinu v roce 2022 nebudou dále k dispozici a Northrop Grumman bude muset pro další zásobovací mise verzi 230+ nahradit.
Loď po dvou dnech – 4. srpna – dorazila k ISS, jejíž robotická ruka Canadarm2, zevnitř stanice ovládaná astronautem Warrenem Hoburgem, ji zachytila v 09:52 UTC. Pozemní operátoři pak Cygnus v 12:28 UTC na dálku pomocí robotické ruky připojí k spodnímu (nadir) portu modulu Unity. 
NG-19 měla původně zůstat u ISS zakotvena do října 2023, ale vzhledem ke změnám v programu pohybů lodí byl odlet odložen až na 21. prosince 2023. Před koncem mise posádka stanice naplnila loď odpadem. Den před plánovaným termínem byl odlet odložen na 22. prosince 2023 s očekávaným uvolněním z robotické ruky ve 13:05 UTC. Důvodem odkladu byl několikadenní posun odletu nákladní lodi SpaceX CRS-29. Ta měla v programu stanice prioritu, protože lodi Dragon na konci letu nezanikají, ale přistávají, a jejich odlet tak musí být synchronizován s vývojem počasí v přistávacích lokalitách kolem Floridy.  
K oddělení NG-19 od modulu Unity došlo ve stanovený den kolem 10:00 UTC pomocí na dálku ovládané robotické paže, která pak loď odnesla do bezpečné několikametrové vzdálenosti a ve 13:06 UTC ji uvolnila. NG-19 se poté vlastními silami pomalu vzdálila. 
Podle plánu mise byl v dalších den proveden ještě experiment Saffire-VI. Loď nakonec 9. ledna 2024 zanikla při řízeném vstupu do atmosféry nad Tichým oceánem.